# Aggere
L'aggere è un argine, un terrapieno difensivo ottenuto ammassando del terreno a sostegno di un muro o di una fortificazione.

## Il contesto

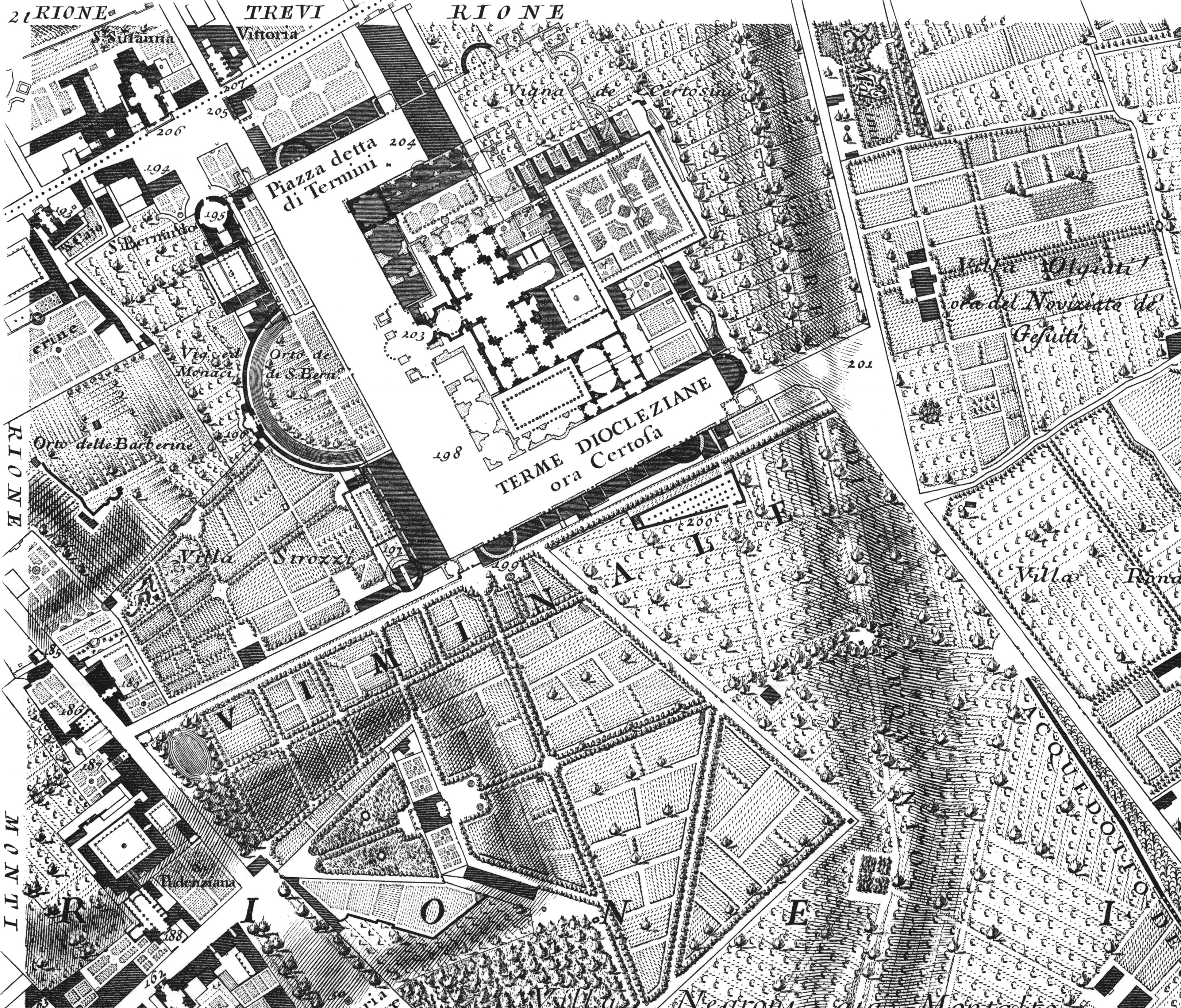
L'elevazione dell'agger delle mura serviane ancora ben visibile nella Pianta del Nolli (1748); sopra, le Terme Diocleziane; sotto, gran parte della villa Montalto, poi Massimo.

Trattandosi, di fatto, di un accumulo di terra riportata, gli agenti atmosferici tendono a far nuovamente scivolare la terra nel fossato, annullando quindi, col tempo, qualsiasi potenzialità difensiva. Ne deriva pertanto la necessità di un rinforzo di contenimento che impedisca l'erosione della massa di terra. La costruzione di muri o palizzate difensive con tale scopo è quindi subordinata alla struttura d'insieme, sebbene il termine aggere sia rimasto anche quando il terrapieno ha assunto, rispetto al muro, una funzione secondaria.
L'aggere venne utilizzato come struttura difensiva nelle città dell'Italia centrale (e a Roma è ancora visibile in alcuni resti delle Mura Serviane) almeno fino al IV secolo a.C., quando il progresso della poliorcetica spinse all'ideazione e realizzazione di sistemi che offrissero una maggior sicurezza, come ad esempio il limes.
Il semplice muro iniziale fu comunque oggetto di vari sistemi di rinforzo: esterno con una copertura in blocchi di tufo (materiale non infiammabile) ed interno con un'opera cementizia costituita da tufo e scaglie varie tenuti insieme da una malta di pozzolana. Gli enormi blocchi di tufo, di misure standardizzate e, se del caso, opportunamente rifiniti con interventi manuali, venivano sollevati e posizionati con macchinari simili alle attuali gru, e venivano quindi collegati tra di loro con perni e grappe in ferro (i buchi visibili sui muri delle strutture architettoniche antiche, come ad esempio il Colosseo, ne sono tuttora prova evidente).
L'altezza dell'aggere serviano originario doveva aggirarsi sui 4-5 metri, ma venne probabilmente raddoppiata in seguito ai pericoli che Roma corse per le invasioni galliche ed i primi conflitti civili. La presenza del fossato accentuava evidentemente l'altezza del baluardo. Alcuni tratti che necessitavano di una più attenta strategia difensiva raggiunsero, in epoca sillana, almeno i 15 metri.
La mancata conservazione di esempi sembra indurre a poter escludere che le mura in aggere fossero dotate di significativi parapetti interni e feritoie, sebbene fosse presente una merlatura composta di blocchi di tufo. Ugualmente le torri in muratura massiccia presenti in alcuni punti avevano probabilmente più una funzione di sperone che non di reale struttura difensiva, anche perché avevano comunque un'altezza pressoché pari a quella del muro ed una sporgenza da quello piuttosto contenuta (non più di 3-4 metri).
La funzione del fossato, oltre a fornire materiale per il terrapieno, era principalmente quella di impedire o comunque rendere difficoltoso al nemico l'avvicinamento al muro difensivo. Nel 1861-1862 gli scavi effettuati da Bergau e Pinder per la stazione provvisoria dei treni tagliarono la dorsale dell'agger fornendo un'idea delle dimensioni che doveva avere l'intera struttura: secondo i due studiosi tedeschi nel tratto riportato alla luce il fossato (posto a distanze variabili dal muro) aveva una larghezza di almeno 30 m per 9 di profondità; il terrapieno era alto mediamente 10 m per 35 di larghezza alla base, con una pendenza di circa 40°; il muraglione di contenimento era poco più alto del terrapieno e largo in media 3,60 m, rinforzato da speroni di circa 2 x 2 m distanti tra loro poco più di 13 m. La struttura non era, ovviamente, uguale in ogni punto della cinta difensiva, soprattutto per quanto riguarda l'esistenza del fossato che, in alcune zone, poteva essere sostituito dalla naturale orografia del terreno.

## L'agger serviano e ilMonte della Giustizia

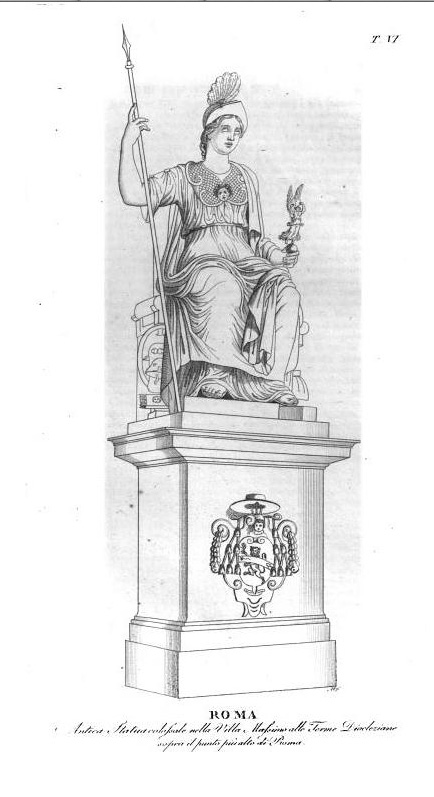
La statua colossale detta della Giustizia (Camillo Massimo, 1836)

La zona all'interno dell'agger, alta e ben fornita d'acqua, divenne nei secoli pienamente agricola; nei terreni sottostanti si individuava, già nel XVI secolo, il luogo degli Horti Maecenatis e in particolare della torre da dove Nerone avrebbe contemplato l'incendio di Roma del 64 d.C.. Se la localizzazione della torre - e la sua stessa esistenza - sono fortemente incerte, è certo invece che i 73 metri del muro serviano e relativo terrapieno (impinguato, nei secoli, da rovine degli edifici e acquedotti antichi) erano considerati il luogo più alto di Roma, e perciò denominati "monte". 

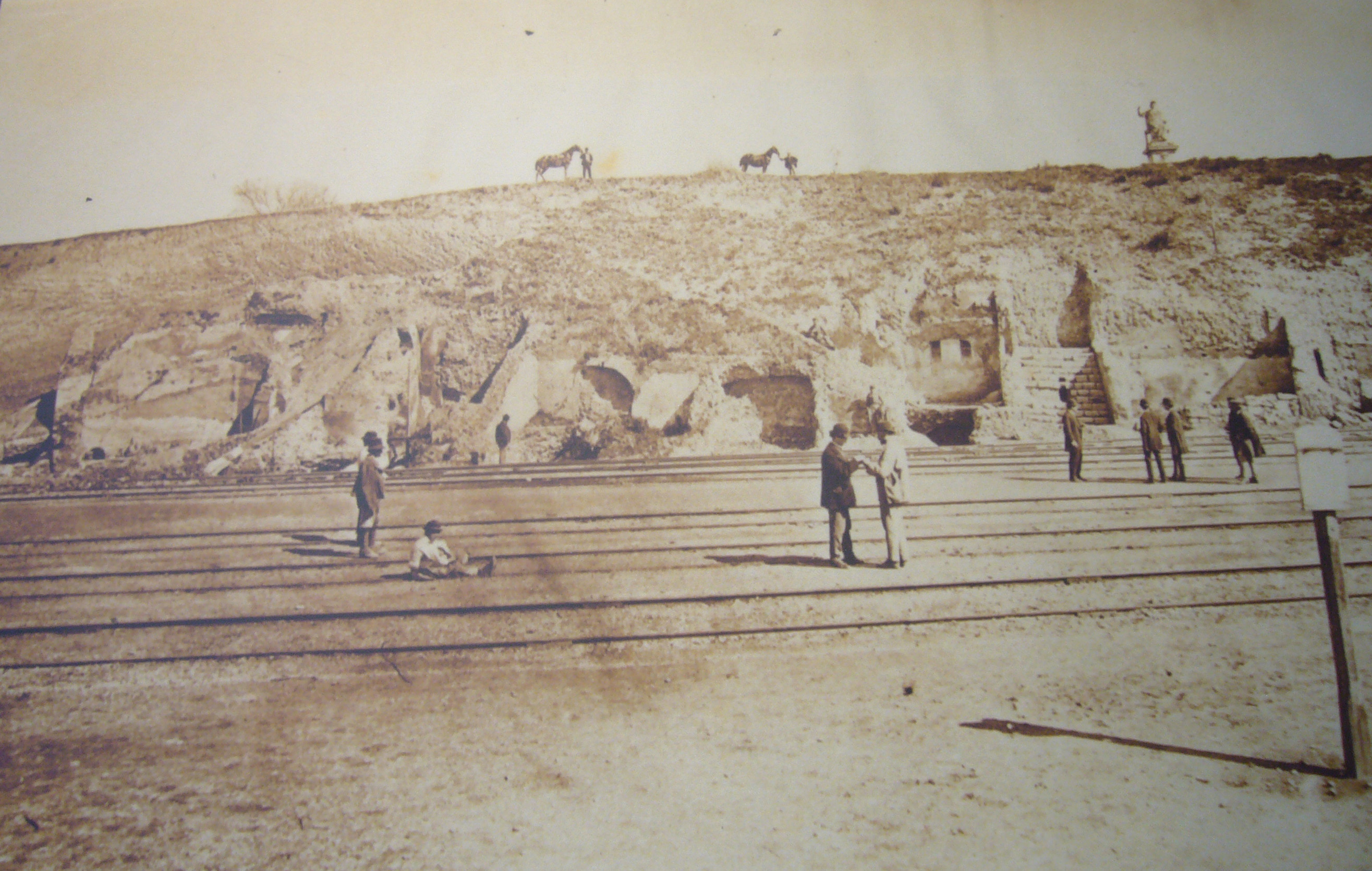
L'agger serviano e il monte della Giustizia durante lo sbancamento del 1862; sul cocuzzolo la statua, ancora in situ.

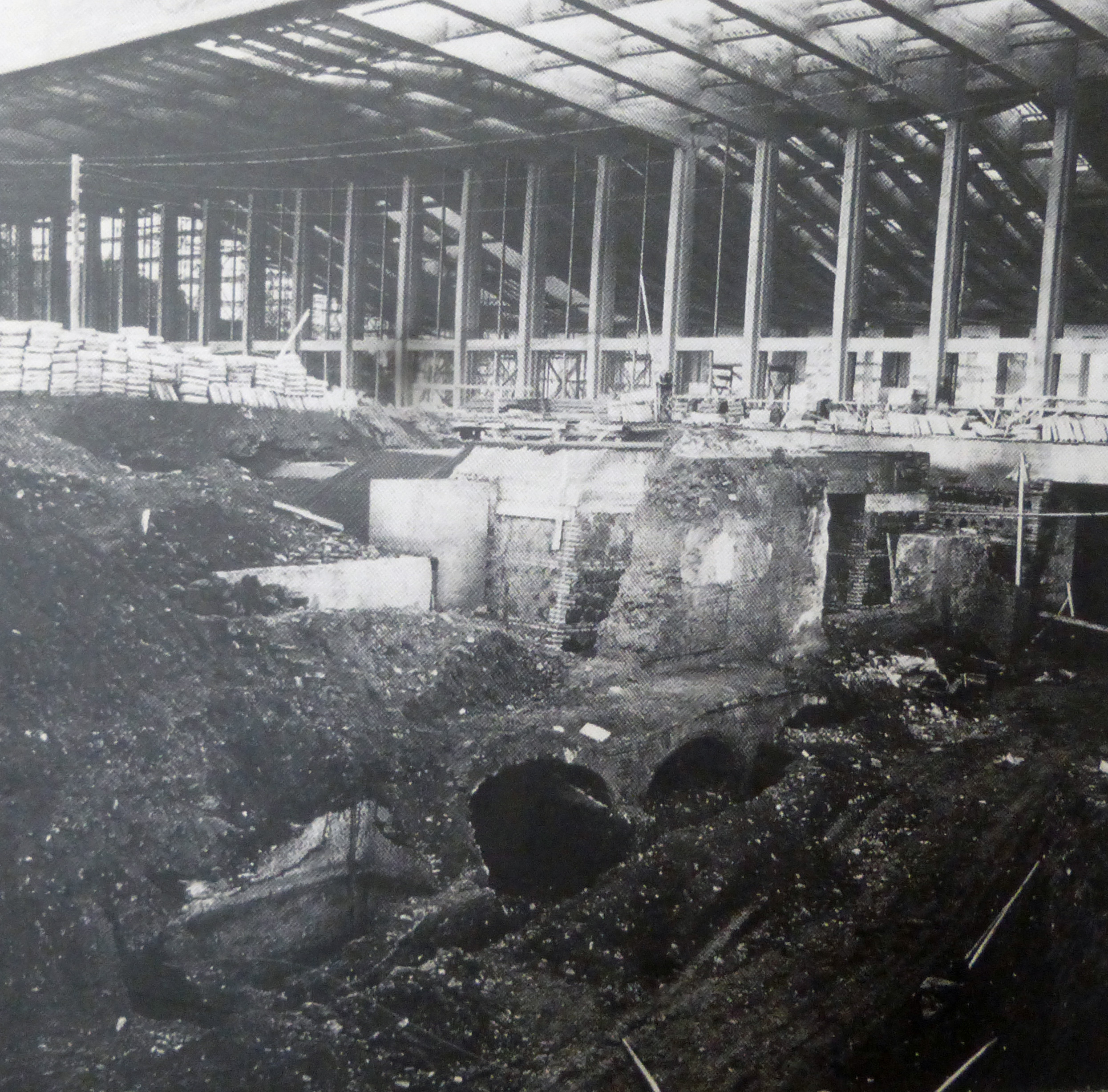
Gli scavi sul piazzale di Termini del 1947-49

Nel 1576, il "cardinal Montalto" (come veniva chiamato il futuro Sisto V Peretti dal suo paese di nascita) aveva fatto acquistare dalla sorella Camilla Peretti (che fu sempre il suo agente immobiliare e mantenne la proprietà di questi terreni e della villa fino alla  morte nel 1605) una vigna Guglielmini tra l'Esquilino e il Viminale. L'estensione della proprietà venne raddoppiata con successivi acquisti del 1581 (che costarono al cardinal Montalto l'assegno destinato ai cardinali poveri toltogli da parte di un indignato - e ricco di famiglia - Gregorio XIII), e gli acquisti continuarono anche dopo l'elezione al pontificato, finché la vigna di papa Sisto, con i suoi 65 ettari tra le Terme di Diocleziano e la Porta San Lorenzo, divenne la più vasta proprietà agricola intramuranea di Roma.
Inoltre, approfittando del fatto che la fabbrica del  monastero dei Certosini e della loro basilica nelle Terme di Diocleziano dava luogo a grandi demolizioni, papa Sisto continuò l'opera, "aprendovi davanti [alle Terme] una gran piazza e tirando per fianco una lunga e larga strada insino a Porta S Lorenzo. Per aprire e spianare questa piazza furon demoliti molti avanzi delle Terme che oltre ad ingombrarla minacciavano rovina, ovvero che furono rappresentati a Sisto V come tali da coloro che dirigevano i lavori eseguiti sotto al suo Pontificato, e che [...] terminarono di distruggerli e si servirono di tutti quei materiali e calcinacci per riempire e spianare la strada che dalla Subura viene al portone Viminale della Villa Massimo, la via de' Strozzi, la strada del Macao, diversi viali interni della medesima Villa [Peretti], ed altri luoghi, come si rileva dai conti della spesa fatta in questa occasione, i quali si conservano nell'Archivio segreto Vaticano.".
Lo spiazzo sommitale della villa Peretti, dove papa Sisto non aveva avuto il tempo di far costruire un terzo palazzo, fu arredato dopo la morte del papa dal nipote cardinale Alessandro Damasceni Peretti con una 
statua monumentale di Roma sedente , che il popolo interpretò e denominò come Giustizia, donde il toponimo dell'aggere come "monte della Giustizia".
Dal terrapieno erano emerse occasionalmente, nei secoli, sostruzioni, murature, iscrizioni e cippi relativi agli acquedotti e varie antichità, dei quali raramente ci si prese la briga di tenere memoria fino a quando la decisione pontificia di spostare la stazione ferroviaria di Roma dal Trastevere - dove era stata inizialmente costruita - alla città alta, non suggerì la demolizione dell'intero aggere e di tutto quel che vi si trovava sotto. Di quei lavori, benché condotti "alla garibaldina", e con crescente urgenza dopo la presa di Roma, restano tracce in relazioni contemporanee, dove si dà conto della scoperta di ambienti pertinenti a edifici del II secolo a ridosso delle mura . Completata la demolizione dell'agger, tutto ciò che non era stato spianato (o monumentalizzato come il breve tratto di mura serviane ancora visibile), fu reinterrato sotto il piazzale della Stazione di Termini. Dopo qualche decennio però, dovendosi ancora ampliare la stazione ferroviaria e realizzare la stazione della metropolitana a piazza dei Cinquecento nel 1947-49, si riaprirono gli scavi del quartiere adrianeo e altri materiali vennero rinvenuti e rimossi, mentre le strutture murarie furono definitivamente demolite. Gli ambienti della domus con balneum privato salvati sono parzialmente ricostruiti a Palazzo Massimo, nella sezione espositiva "Complesso imperiale di Roma Termini".